# International Motor Sports Association
Die International Motor Sports Association (IMSA; deutsch „Internationaler Motorsportverband“) ist eine US-amerikanische Automobilsport-Organisation mit Sitz in Braselton, Georgia. Die IMSA ist ein Mitgliedsverband  bei der ACCUS, und veranstaltet unter anderem die IMSA Weathertech SportsCar Championship. Die IMSA wurde 1969 von John Bishop, einem ehemaligen Mitarbeiter des SCCA (Sports Car Club of America) und dem Gründer der NASCAR, Bill France senior gegründet.

## Geschichte
Der Sikorsky-Mitarbeiter John Bishop begann in den 1950er Jahren mit dem Motorsport und lernte dort den SCCA-Funktionär Dave Allen kennen. Allen bot Bishop eine Führungsposition in einem SCCA-Komitee an, Bishop nahm an und zog nach Westport (Connecticut).
Bishop definierte bei der SCCA technische Reglements, organisierte Meisterschaften und war für die Erstellung der Club-Magazine und Veranstaltungsprogramme verantwortlich.
1969 trat John Bishop nach internen Streitigkeiten zurück und verließ die SCCA.
1948 hatte Bill France senior bereits eine professionelle Ovalbahn-Serie, die NASCAR gegründet und wollte eine solche Serie auch für Straßenrennen etablieren. Nach Gesprächen mit Bishop wurde 1969 die IMSA offiziell aus der Taufe gehoben. France übertrug Bishop die alleinige Kontrolle über die Organisation, obwohl France 75 % und Bishop 25 % der Aktien hielt.
Im Oktober 1969 organisierte die IMSA das erste Rennen, eine Veranstaltung mit Formel-Vau- und Formel-Ford-Fahrzeugen auf dem Pocono Raceway. Januar 1989 verkaufte Bishop seine Gesellschaftsanteile.

## Aktuelle Serien
- IMSA Weathertech SportsCar Championship
- IMSA Michelin Pilot Challenge
- IMSA Mazda Prototype Lites
- Porsche GT3 Cup Challenge USA by Yokohama
- Ultra 94 Porsche Cup Challenge Canada by Yokohama
- Lamborghini Super Trofeo North America
- Ferrari Challenge

## Ehemalige Serien
- American Le Mans Series
- International Sedan Series
- IMSA-GTP-Serie
- IMSA-GT-Meisterschaft
- IMSA Radial Sedan Series
- American Challenge
- IMSA Renault Cup
- IMSA Showroom Stock
- IMSA Bridgestone Supercar Championship
- World Sports Racer
- Formula BMW USA
- Atlantic Championship
- Panoz Racing Series